# العزلة (تعز)
العزلة هي إحدى قرى الجمهورية اليمنية. وهي تتبع جغرافيًا لمحافظة تعز. وإداريًا لمديرية صبر الموادم. يبلغ تعداد سكانها 6870 نسمة حسب الإحصاء الذي جرى عام 2004.